# Jepsen
Jepsen er et dansk-norsk patronymt efternavn som betyder "søn af Jep" (svarende til Jacob). En homogen version af navnet er Jebsen. Efternavnet Jepsen har forskellige stavemåder, herunder det engelske Jepson. Jepsen kan henvise til:

## Efternavn
- Aage Jepsen Sparre (1462 – 1540), dansk præst, ærkebiskop af Lund
- Allan Kierstein Jepsen (f. 1977), dansk fodboldspiller
- Carly Rae Jepsen (f. 1985), canadisk singer/songwriter og deltager i Canadian Idol
- Hans Lyngby Jepsen (1920 – 2001), dansk forfatter
- Les Jepsen (f. 1967), amerikansk professionel basketballspiller
- Kevin Jepsen (f. 1984), amerikansk professionel basketballspiller og i 2008 olympisk deltager
- Maria Jepsen (f. 1945), tysk, kvindelig førstebiskop  i den evangeliske kirke i Tyskland og på verdensplan
- Mary Lou Jepsen (f. 1965), amerikansk, grundlægger af projektet One Laptop Per Child
- Roger Jepsen f. 1928), amerikansk politiker
- Fernando Iepsen (f. 1960), brasiliansk politiker og elektriker
- Finn Lynge Jepsen (f. 1968) Dansk advokat

## Jebsen
- Jørg Tofte Jebsen
- Peter Jebsen
- Hans Michael Jebsen